# Pierre Bouvier
Pierre Charles Bouvier (* 9. května 1979) je francouzsko-kanadský muzikant a člen skupiny Simple Plan.

## Životopis
Předtím, než se Pierre stal muzikantem, pracoval v restauraci St-Hubert v Montrealu jako kuchař. V třinácti letech založil společně se spolužákem Chuckem Comeau punk rockovou skupinu Reset, kde Pierre zpíval a hrál na basu.
Po nějaké době se Chuck rozhodl odejít ze skupiny a dát přednost škole, ale hudba ho i nadále přitahovala. Díky tomu si v pozdější době s Jeffem Stinco založil skupinu a Pierra přizval aby začal hrát s nimi a tak vznikly Simple Plan. Spolupracoval jako co-producent s několika skupinami například s raperem MC Lars se kterým nahrál pro nové "This Gigantic Robot Kills" album píseň "It's Not Easy (Being Green)" kde zpívá refrén.

## Role Model Clothing
Je spoluzakladatelem značky Role Model Clothing, společně s Chuckem Comeau a s webmasterem, fotografem Patrick Langlois.
Role Model Clothing navrhují Bouvier, Langlois and Comeau (sami je velice často nosí a také je často můžete vidět ve videoklipech Simple Plan).

## Damage Control
DAMAGE CONTROL je bývalá Pierrova show, kterou měl na MTV od 6. března 2005, ale měl toho hodně a musel s tím skončit. Tato show byla o tom, že rodiče nechali svého milovaného potomka doma, kde byly všude schované skryté kamery a byly schováni v garáži u souseda, kde ho i s Pierrem pozorovaly. Dělal tam různé úkoly například najednou se před domem objevila nějaká celebrita a oni pozorovaly jak se s tím jejich potomek vypořádá. Po určeném čase se v domě objeví Pierre s rodiči a prozradí potomkům co se vlastně všechno stalo.

## Osobní život
Pierre vystudoval College Beaubois, střední škola v Montrealu stejně jako ostatní členové Simple Plan Sébastien Lefebvre, Jeff Stinco, David Desrosiers a Chuck Comeau. Pierre má dva bratry Jonathana a Jaye pro kterého napsal píseň "Save You," na albu Simple Plan, píseň je o tom jak Jay bojoval s rakovinou.

## Filmografie
| Rok  | Název                                     | Role           | Poznámka  |
| ---- | ----------------------------------------- | -------------- | --------- |
|      | What's New, Scooby-Doo?                   | Himself (hlas) | 1 episode |
| 2003 | The New Tom Green Show                    | Himself        | 1 episode |
| 2003 | DVD Simple Plan: A Big Package for You    | Himself        |           |
| 2004 | Jeden den v New Yorku                     | Himself        |           |
| 2004 | DVD Simple Plan: Still Not Getting Any... | Himself        |           |
| 2005 | Damage Control                            | Himself        | Host      |
| 2005 | DVD Simple Plan: MTV Hard Rock Live       | Himself        |           |
| 2008 | DVD Simple Plan: Simple Plan              | Himself        |           |

## Zajímavosti
- Pierre má problém si zapamatovat texty písní. Jednou na koncertě zapomněl text písně Perfect.
- Pierrův otec hrával v kapele.
- Před Simple Plan chtěl být biologem moře.
- Je známý svou sbírkou akustických kytar značky Takamine.